# Vanja Marinković
Vanja Marinković (en serbe : Вања Маринковић), né le 9 janvier 1997 à Belgrade, en République fédérale de Yougoslavie, est un joueur serbe de basket-ball. Il évolue au poste d'arrière.

## Biographie
Le 23 juillet 2019, il s'engage pour deux saisons avec le Valence BC,.
En juillet 2021, Marinković rejoint le Saski Baskonia, autre club espagnol, pour trois saisons.
En juin 2024, il retourne au Partizan Belgrade pour un contrat de deux saisons.

## Palmarès
- Vainqueur de la Ligue adriatique 2025
- Médaille de bronze aux Jeux olympiques de 2024
- Finaliste à la Coupe du monde 2023
- Champion de Serbie 2014, 2025
- Coupe de Serbie 2018
- 3e du championnat du monde des 17 ans et moins 2014
- Finaliste du championnat d'Europe des 18 ans et moins 2014
- Finaliste du championnat d'Europe des 16 ans et moins 2013